# Айгыркум
Айгыркум (каз. Айғырқұм) — пески в Восточно-Казахстанской области Казахстана, часть крупной песчаной долины реки Иртыш (Кара Ертис) к востоку от озера Зайсан. Длина 35—40 км, ширина 12— 15 км. Сложены отложениями четвертичного периода. В растительном покрове — кустарники, полынь, осока. Климат континентальный — с холодной зимой (—34—40°С) и сухим, жарким летом (средняя температура 24°С, абсолютный максимум 40—42°С). В год выпадает 200 мм осадков, в основном в виде проливных дождей. Используется как зимнее пастбище.